# To. X
“To. X”는 대한민국의 가수 태연의 다섯 번째 한국어 음반이자 통산 여덟 번째 익스텐디드 플레이이다. 2023년 11월 27일 SM 엔터테인먼트를 통해 발매되었으며, 동일한 이름의 리드 싱글을 포함한 6곡이 수록되어 있다.

## 배경 및 발매
2023년 11월 6일, SM 엔터테인먼트는 태연의 다섯 번째 미니 앨범 'To. X'를 11월 27일 발매한다고 발표했다. 이틀 후, 홍보 일정이 공개되었다. 11월 13일에는 무드 샘플러 티저 영상이 공개되었고, 3일 후에는 하이라이트 티저 영상이 공개되었다. 11월 20일에는 "Burn It Now" 하이라이트 티저 영상이, 11월 21일에는 "Melt Away" 하이라이트 티저 영상이 공개되었으며, 11월 22일에는 "Nightmare" 하이라이트 티저 영상이, 그리고 11월 23일에는 "All For Nothing" 하이라이트 티저 영상이 공개되었다. 11월 24일에는 "To. X" 뮤직 비디오 티저 영상이 공개되었다. 익스텐디드 플레이는 11월 27일 리드 싱글 뮤직 비디오와 함께 발매되었다.

## 구성
To. X에는 6곡이 수록되어 있다. 리드 싱글인 "To. X"는 "감각적인 기타 리프와 리드미컬한 멜로디가 어우러진" R&B 곡으로, 가사는 "상대방이 자신을 통제하고 있다는 것을 깨닫고 그 관계의 끝을 노래하는" 내용을 담고 있다. 두 번째 트랙 "Melt Away"는 "감각적인 기타 리프, 트럼펫, 타악기가 어우러진" R&B 곡으로, 가사는 "상대방의 차가운 마음을 녹일 수 있다는 여유와 오만함, 그리고 자신감"을 담고 있다. 세 번째 트랙 "Burn It Down"은 "중독성 있는 기타 리프"가 특징인 팝 발라드 곡으로, 가사는 "사랑이라는 미명 아래 자신에게 상처만 준 상대방에게 모든 것이 불타버린 듯 망가졌다고 원망하는" 내용을 담고 있다. 네 번째 트랙 "Nightmare" (악몽)는 "심플한 어쿠스틱 기타 리프"가 특징인 팝 발라드 곡으로, 가사는 "나약한 모습을 보이는 상대방에게 날카롭게 질책한 뒤 미련 없이 떠나는" 내용을 담고 있다. 다섯 번째 트랙 "All For Nothing"은 태연이 작사한 팝 발라드 곡으로, "모든 것을 포기한 상대방에게 상처받은 마음을 솔직하게 표현한" 가사를 담고 있다. 마지막 트랙 "Fabulous"는 "재지하고 매혹적인 분위기"의 R&B 곡으로, "웅장하고 컬러풀한 스트링과 트럼펫 리듬"이 특징이며, 영어 가사는 "모두가 부러워하지만 동시에 위험을 느끼는 자존감"을 묘사하고 있다.

## 상업적 성과
To. X는 대한민국 써클 차트 음반 차트 2023년 11월 26일 – 12월 2일자 주간 차트에서 3위로 데뷔했으며, 다음 2주 동안 써클 음반 차트에서 2위로 상승했다. 월간 차트에서는 2023년 11월 차트에서 14위로 데뷔했다. 일본에서는 2023년 12월 6일자 빌보드 재팬 핫 앨범 차트에서 50위로 데뷔했으며, 다운로드 앨범 차트에서는 20위로 데뷔했다. 오리콘 차트에서는 2023년 12월 11일자 디지털 앨범 차트에서 19위로 데뷔했다. 영국에서는 OCC의 UK Album Downloads Chart 2023년 12월 1일 – 7일자 차트에서 93위로 데뷔했다.

## 홍보
To. X 발매 전인 2023년 11월 27일, 태연은 유튜브, 틱톡, 위버스, 아디돌플러스를 통해 "태연 'To. X' 카운트다운 라이브"를 진행하며 익스텐디드 플레이를 소개하고 팬들과 소통했다. 또한, 11월 27일부터 12월 3일까지 서울에서 "Letter 'To. X' 콘셉트 룸"이라는 팝업 스토어를 열었다. "All For Nothing"의 라이브 퍼포먼스 클립은 12월 6일에, "To.X"는 12월 8일에, "Fabulous"는 12월 11일에 공개되었으며, "Nightmare"의 가사 비디오는 12월 15일에 유튜브 채널을 통해 공개될 예정이다.

## 수상
| 시상식                | 연도 | 부문                     | 결과 | Ref.          |
| --------------------- | ---- | ------------------------ | ---- | ------------- |
| 아시안 팝 뮤직 어워즈 | 2024 | 올해의 앨범 탑 20 (해외) | 수상 | [ 27 ]        |
| 멜론 뮤직 어워드      | 2024 | 밀리언스 TOP 10          | 수상 | [ 28 ]        |
| 멜론 뮤직 어워드      | 2024 | 올해의 앨범              | 후보 | [ 29 ] [ 30 ] |

## 트랙 목록
| #            | 제목                 | 작사                     | 작곡                                                                                           | 편곡                                          | 재생 시간 |
| ------------ | -------------------- | ------------------------ | ---------------------------------------------------------------------------------------------- | --------------------------------------------- | --------- |
| 1.           | 〈To. X〉            | 켄지                     | 스티븐 퍼스 Dazy Kristin Carpenter                                                             | 스티븐 퍼스 Dazy Kristin Carpenter            | 2:50      |
| 2.           | 〈Melt Away〉        | 강은정                   | Kevin Wolfsohn Paul Goller 자라 라르손 Luke Andrew Grieve Shakka Malcolm Philip 애비-린 킨 TMM | The Elements                                  | 3:16      |
| 3.           | 〈Burn It Down〉     | 이오늘                   | 시벨 레체프                                                                                    | Gustav Blomberg                               | 2:50      |
| 4.           | 〈Nightmare〉 (악몽) | 한로로                   | Celine Svanbäck Jeppe London Bilsby Lauritz Emil Christiansen 스베아 코게마르크                | Jeppe London Bilsby Lauritz Emil Christiansen | 2:55      |
| 5.           | 〈All for Nothing〉  | 태연 황유빈              | Mike Robinson Sarah Troy Thomas Daniel                                                         | Mike Robinson                                 | 3:10      |
| 6.           | 〈Fabulous〉         | Rachel Kanner Sammie Gee | Rachel Kanner Sammie Gee 미치 한센 Jacob Uchorczak Oliver McEwan                               | 미치 한센 Ubizz                               | 2:51      |
| 총 재생 시간 | 총 재생 시간         | 총 재생 시간             | 총 재생 시간                                                                                   | 총 재생 시간                                  | 17:52     |

## 차트
| 차트 (2023)                | 최고 순위 |
| -------------------------- | --------- |
| 일본 디지털 앨범 (오리콘)  | 19        |
| 일본 핫 앨범 (빌보드 재팬) | 50        |
| 대한민국 앨범 (써클)       | 2         |
| 영국 디지털 앨범 (OCC)     | 93        |

| 차트 (2023)          | 순위 |
| -------------------- | ---- |
| 대한민국 앨범 (써클) | 14   |

## 판매량
| 지역     | 판매량  |
| -------- | ------- |
| 대한민국 | 155,027 |

## 발매 역사
| 지역     | 날짜             | 포맷                     | 레이블    |
| -------- | ---------------- | ------------------------ | --------- |
| 대한민국 | 2023년 11월 27일 | CD                       | SM 카카오 |
| 전 세계  | 2023년 11월 27일 | 디지털 다운로드 스트리밍 | SM 카카오 |
| 대한민국 | 2024년 3월 4일   | LP                       | SM 카카오 |

## 참고
1. ↑  윤, 상근 (2023년 11월 6일). “믿듣탱 귀환! 태연 미니 5집 'To. X' 27일 컴백 확정[공식]”. MT 스타뉴스. 2023년 11월 21일에 원본 문서에서 보존된 문서. 2023년 11월 14일에 확인함 – 네이바 경유.
2. ↑  이, 남경 (2023년 11월 8일). “‘11월 27일 컴백' 태연, 신보 'To. X' 스케줄 클립 공개”. MBN. 2023년 11월 21일에 원본 문서에서 보존된 문서. 2023년 11월 14일에 확인함 – Naver 경유.
3. ↑  박, 서현 (2023년 11월 13일). “'27일 컴백' 태연, 신보 'To. X' 무드 샘플러 공개..짙어진 감성”. 헤럴드팝. 2023년 11월 21일에 원본 문서에서 보존된 문서. 2023년 11월 14일에 확인함 – Naver 경유.
4. ↑  이, 민지 (2023년 11월 16일). 태연 새 미니앨범 'To. X' 미리 만나는 하이라이트 클립 공개 [Taeyeon's new mini album 'To. X' preview highlight clip released]. 뉴스엔. 2023년 11월 21일에 원본 문서에서 보존된 문서. 2023년 11월 21일에 확인함 – Naver 경유.
5. ↑  김, 하영 (2023년 11월 20일). 'D-7' 태연, 신보 하이라이트 필름 공개 ['D-7' Taeyeon releases new album highlight film]. 스포츠경향. 2023년 11월 21일에 원본 문서에서 보존된 문서. 2023년 11월 21일에 확인함 – Naver 경유.
6. ↑  김, 나율 (2023년 11월 21일). 소녀시대 태연, 'Melt Away' 하이라이트 클립..27일 컴백 [Girls' Generation Taeyeon, 'Melt Away' highlight clip..comeback on the 27th]. 헤럴드팝. 2023년 11월 21일에 원본 문서에서 보존된 문서. 2023년 11월 21일에 확인함 – Naver 경유.
7. ↑  황, 미현 (2023년 11월 22일). 태연, 수록곡 '악몽' 새 티저 공개...한 남성과 입맞춤 직전 [Taeyeon releases new teaser for the b-side song 'Nightmare'...Right before kissing a man]. 뉴스1. 2023년 11월 23일에 원본 문서에서 보존된 문서. 2023년 11월 23일에 확인함 – Naver 경유.
8. ↑  문, 예빈 (2023년 11월 23일). 태연, '올 포 낫띵' 하이라이트 공개...상처받은 마음 [Taeyeon reveals highlights of 'All for Nothing'...broken heart]. 뉴시스. 2023년 11월 23일에 원본 문서에서 보존된 문서. 2023년 11월 23일에 확인함 – Naver 경유.
9. ↑  홍, 세영 (2023년 11월 24일). 태연 맞아? 분위기 확 달라졌네, 'To. X' MV 티저 공개 [Is that Taeyeon? The atmosphere has completely changed, 'To. X' MV teaser released]. 스포츠동아. 2023년 11월 24일에 원본 문서에서 보존된 문서. 2023년 11월 24일에 확인함 – Naver 경유.
10. ↑  조, 성운 (2023년 11월 27일). '겨울은 '믿듣탱'과 함께' 태연 새 미니앨범 'To. X' 오늘(27일) 발매 ['Winter with 'Trustworthy' Taeyeon's new mini album 'To. X' Released today (27th)]. 스포츠동아. 2023년 11월 28일에 원본 문서에서 보존된 문서. 2023년 11월 27일에 확인함 – Naver 경유.
11. ↑  윤, 상근 (2023년 11월 15일). '컴백' 태연 'To. X' 리드미컬한 R&B..불합리한 사랑 속 공허함 ['Comeback' Taeyeon 'To. X' Rhythmic R&B..Emptiness in irrational love]. MT 스타뉴스. 2023년 11월 21일에 원본 문서에서 보존된 문서. 2023년 11월 21일에 확인함 – Naver 경유.
12. ↑  정, 에스더 (2023년 11월 21일). 태연만의 여유로운 자신감...새 티저 이미지 공개 [Taeyeon's relaxed confidence...new teaser image released]. MHN 스포츠. 2023년 11월 21일에 원본 문서에서 보존된 문서. 2023년 11월 21일에 확인함 – Naver 경유.
13. ↑  홍, 세영 (2023년 11월 20일). 태연 상처받았네... 원망+분노 담은 수록곡 'Burn It Down' [Taeyeon was hurt... 'Burn It Down', a song containing resentment and anger]. 스포츠동아. 2023년 11월 23일에 원본 문서에서 보존된 문서. 2023년 11월 21일에 확인함 – Naver 경유.
14. ↑  홍, 세영 (2023년 11월 22일). 태연 '악몽' 날카롭네, 새 미니앨범 기대↑...27일 발매 [Taeyeon's 'Nightmare' is sharp, expectations for new mini album ↑...Released on the 27th]. 스포츠동아. 2023년 11월 23일에 원본 문서에서 보존된 문서. 2023년 11월 23일에 확인함 – Naver 경유.
15. ↑  김, 나율 (2023년 11월 23일). 소녀시대 태연, 'All For Nothing' 하이라이트 클립..27일 발매 [Girls' Generation Taeyeon, 'All For Nothing' highlight clip..Released on the 27th]. 헤럴드팝. 2023년 11월 23일에 원본 문서에서 보존된 문서. 2023년 11월 23일에 확인함 – Naver 경유.
16. ↑  선, 미경 (2023년 11월 16일). '컴백' 태연, 'To. X' 미리 만난다 ['Comeback' Taeyeon, meet in advance]. OSEN. 2023년 11월 21일에 원본 문서에서 보존된 문서. 2023년 11월 21일에 확인함 – Naver 경유.
17. ↑  “Circle Album Chart – Week 48 of 2023”. 《써클 차트》. 2023년 11월 26일 – 12월 2일. 2023년 12월 7일에 원본 문서에서 보존된 문서. 2023년 12월 7일에 확인함.
18. 1 2 3  “Circle Album Chart – Week 50 of 2023”. 《써클 차트》. 2023년 12월 10일–16일. 2023년 12월 21일에 원본 문서에서 보존된 문서. 2023년 12월 21일에 확인함.
19. 1 2 3  “Circle Album Chart – November 2023”. 《써클 차트》. 2023년 12월 7일에 원본 문서에서 보존된 문서. 2023년 12월 7일에 확인함.
20. 1 2  “Billboard Japan Hot Albums – Week of December 6, 2023”. 《빌보드 재팬》 (일본어). 2023년 12월 6일에 원본 문서에서 보존된 문서. 2023년 12월 6일에 확인함.
21. ↑  “Billboard Japan Top Download Albums – Week of December 6, 2023”. 《빌보드 재팬》 (일본어). 2023년 12월 7일에 원본 문서에서 보존된 문서. 2023년 12월 6일에 확인함.
22. 1 2  “週間 デジタルアルバムランキング – 2023年12月11日付” [Weekly Digital Albums ranking – December 11, 2023]. 《오리콘》 (일본어). 2023년 11월 27일 – 12월 3일. 2023년 12월 6일에 원본 문서에서 보존된 문서. 2023년 12월 7일에 확인함.
23. ↑  “Official Album Downloads Chart – December 1–7, 2023”. 《Official Charts Company》. 2023년 12월 1일–7일. 2023년 12월 5일에 원본 문서에서 보존된 문서. 2023년 12월 7일에 확인함.
24. ↑  선, 미경 (2023년 11월 23일). '컴백' 태연, 더 솔직하고 애절해졌다 ['Comeback' Taeyeon becomes more honest and sad]. OSEN. 2023년 11월 23일에 원본 문서에서 보존된 문서. 2023년 11월 23일에 확인함 – Naver 경유.
25. ↑  강, 가희 (2023년 11월 22일). 태연, 미니 5집 수록곡 '악몽' 하이라이트 클립 공개..독보적 보컬 매력 [Taeyeon releases highlight clip of 'Nightmare' from her 5th mini album..Unrivaled vocal charm]. 헤럴드팝. 2023년 11월 23일에 원본 문서에서 보존된 문서. 2023년 11월 23일에 확인함 – Naver 경유.
26. ↑  안태현 (2023년 12월 6일). “태연, 신보 '투 엑스' 라이브클립·리릭 비디오 공개 예고” [Taeyeon announces new album 'To. X' live clip and lyric video release]. 뉴스1. 2023년 12월 11일에 원본 문서에서 보존된 문서. 2023년 12월 11일에 확인함 – Naver 경유.
27. ↑  “【 #APMAAWARDS# 】ASIAN POP MUSIC AWARDS 2024”. 《ASIAN POP MUSIC AWARDS on 웨이보》 (중국어). 2024년 12월 27일. 2024년 12월 28일에 원본 문서에서 보존된 문서. 2024년 12월 28일에 확인함.
28. ↑  에스파, 대상 3개 싹쓸이 '7관왕'...(여자)아이들, 대상 소감 중 "재계약 완료" 발표 [MMA 2024](종합) [Aespa, sweeping 3 grand prizes, '7 crowns'... (G)I-dle, "Contract renewal completed" announced during grand prize acceptance speech [MMA 2024] (Comprehensive)]. 《마이데일리》. 2024년 11월 30일. 2024년 11월 30일에 원본 문서에서 보존된 문서. 2024년 11월 30일에 확인함.
29. ↑  “MMA 2024 Voting by Category”. 2024년 11월 15일에 원본 문서에서 보존된 문서. 2024년 11월 15일에 확인함.
30. ↑  “Melon Music Awards 2024 Nominees: aespa, Jungkook, SEVENTEEN In Race For Artiste Of The Year”. 《타임스 나우 뉴스》. 2024년 11월 15일. 2024년 11월 16일에 원본 문서에서 보존된 문서.
31. ↑  "20231201 Top 40 UK Album Downloads Archive | Official Charts". UK Albums Chart. The Official Charts Company.
32. ↑  “Circle Album Chart – Week 51 of 2023”. 《써클 차트》. 2023년 12월 17일–23일. 2023년 12월 28일에 원본 문서에서 보존된 문서. 2023년 12월 28일에 확인함.
33. ↑  “Circle Album Chart – March, 2024”. 《써클 차트》. 2024년 4월 14일에 원본 문서에서 보존된 문서. 2024년 4월 14일에 확인함.

틀:멜론 뮤직 어워드 밀리언스 TOP 10 음반